# John Tracy
John Tracy é um diretor de televisão estadunidense. Ficou conhecido por trabalhar em The Electric Company, Angie, Laverne & Shirley, Joanie Loves Chachi, Newhart, Family Matters, Yes, Dear, Still Standing e Growing Pains.